# Брайски, Вальтер
Вальтер Брайски (нем. Walter Breisky; 8 июля 1871, Берн — 25 сентября 1944, Клостернойбург) — австрийский политик, 4-й Федеральный канцлер Австрии.
Член Христианско-социальной партии Австрии, занимал посты вице-канцлера и министра внутренних дел Австрии с 1920 года до 1922 год. Лишь один день в 1922 году занимал пост Федерального канцлера Австрии. После этого был назначен президентом Государственного комитета статистики и занимал этот пост с 1923 года по 1931 год.
Умер во время оккупации Австрии Германией.